# Chactas reticulatus
Espèce
Chactas reticulatus est une espèce de scorpions de la famille des Chactidae.

## Distribution
Cette espèce est endémique du département d'Antioquia en Colombie,.

## Publication originale
- Kraepelin, 1912 : Neue Beiträge zur Systematik der Gliederspinnen. II. Chactinae (Scorpiones). Mitteilungen aus dem Naturhistorischen Museum (2. Beiheft zum Jahrbuch der Hamburgischen Wissenschaftlichen Anstalten), vol. 29, no 2, p. 43-88 (texte intégral).